# Billy Cook (criminale)
William Edward Cook Jr., detto Billy (Joplin, 23 dicembre 1928 – carcere di San Quintino, 12 dicembre 1952), è stato un serial killer statunitense, noto per aver ucciso in 22 giorni, negli anni cinquanta, 6 persone tra Missouri e California.

## Biografia
William Edward Cook Jr. nacque a Joplin, Missouri, nel 1928. La madre morì quando aveva cinque anni e poco dopo il padre abbandonò Billy e i suoi 7 fratelli in una miniera dismessa, lasciandoli con poche provviste. Trovati dalle autorità, tutti i bambini vennero dati in affidamento, eccetto William: una malformazione ad un occhio e un comportamento aggressivo gli impedirono di essere adottato da una famiglia e venne posto sotto tutela dello stato. Cook venne infine affidato alle cure di una donna che accettò di prendersene cura in cambio del sussidio statale, ma la loro relazione non fu delle migliori.
Si dedicò presto ai piccoli reati e venne arrestato per assenza ingiustificata dalla scuola. William, all'epoca dodicenne, disse al giudice che avrebbe preferito il riformatorio piuttosto che tornare in affido. Cook trascorse alcuni anni in diversi istituti prima di essere trasferito, quando aveva 17 anni, presso il Missouri State Penitentiary. Mentre era in prigione, aggredì un detenuto con una mazza da baseball, riducendolo in fin di vita.
Quando Cook fu rilasciato dal carcere nel 1950 ritornò a Joplin, vivendo brevemente con suo padre, a cui disse che era sua intenzione “live by the gun and roam”. Cook raggiunse quindi la piccola città di Blythe, nel deserto della California, dove lavorò come lavapiatti fino a poco prima del Natale del 1950. Verso la fine di dicembre, ripartì in direzione est e sulla strada, nella città di El Paso, in Texas, comprò un revolver calibro 32 a canna corta.

### Delitti
Il 30 dicembre 1950 Lee Archer, un meccanico, stava guidando la propria auto nei pressi di Lubbock, in Texas, quando si fermò per dare un passaggio a Billy Cook. Poco dopo, Cook rapinò a pistola armata Archer e lo rinchiuse nel bagagliaio. Più tardi, Archer riuscì a fuggire.
Dopo che l’auto ebbe finito il carburante tra Claremore e Tulsa, in Oklahoma, Cook finse nuovamente di essere un autostoppista. Questa volta a fermarsi fu Carl Mosser, agricoltore dell’Illinois, in viaggio verso il New Mexico con sua moglie, i tre figli e un cane. Sotto la minaccia della pistola, Cook costrinse Mosser a guidare senza meta per 72 ore. Ad un distributore vicino Wichita Falls, Texas, Mosser provò a sopraffare Cook, ma questi era troppo forte per lui. Poco dopo, Cook sterminò l’intera famiglia (cane compreso) a colpi di pistola e scaricò i corpi in un pozzo vicino a Joplin, Missouri.
Dopo aver abbandonato l’auto dei Mosser in Oklahoma, Cook si diresse nuovamente verso la California. Il veicolo fu ritrovato macchiato di sangue e segnato dai proiettili; lo scontrino per l’acquisto del revolver di Cook fu trovato nell’auto.
Appena fuori Blythe, California, il vice-sceriffo Homer Waldrip si insospettì di Cook e si recò presso il motel dove l'uomo aveva vissuto con un amico, sperando di ricavare informazioni da quest’ultimo. Waldrip fu invece colto alla sprovvista da Cook, che lo aggredì da dietro alla porta, gli rubò il revolver e lo prese in ostaggio. Come per i Mosser, anche il vice sceriffo fu costretto a guidare senza meta, mentre Cook si vantava di aver ucciso i Mosser. Percorse una quarantina di miglia, Cook ordinò a Waldrip di accostare, scendere dalla macchina e sdraiarsi supino in un fosso, dicendo che gli avrebbe sparato alla testa; Cook invece risalì sull’auto della polizia e se ne andò. Cook dirà in seguito di aver risparmiato la vita al poliziotto perché la moglie, con la quale Billy aveva lavorato per un breve periodo, lo "aveva trattato come un essere umano ed era stata la persona più gentile che avesse mai incontrato".
Cook sequestrò in seguito un altro automobilista, Robert Dewey, un commesso viaggiatore di Seattle. Robert provò a strappare la pistola a Cook ma venne ferito nella colluttazione, la macchina uscì di strada e finì nel deserto. Cook uccise Dewey con un colpo alla testa; il corpo fu ritrovato nella macchina di Waldrip, abbandonata vicino a Ogilby, in California, mentre la macchina di Dewey fu ritrovata a Mexicali, in Messico.
Ormai ricercato da tutte le forze di polizia del Sud-Ovest degli Stati Uniti, Cook era nel frattempo ritornato a Blythe. Cook rapì altri due uomini, James Burke e Forrest Damron, impegnati in un’escursione di caccia. Li costrinse a guidare attraverso il confine messicano fino a Santa Rosalia, dove venne riconosciuto dal capo della polizia locale. Luis Parra si avvicinò a Cook, gli strappò il revolver dalla cintura e lo arrestò. Durante la sua permanenza nella prigione della Contea di Los Angeles poco prima del suo trasferimento a San Quintino, ebbe un violento scontro con lo scrittore Edward Bunker. L'episodio viene raccontato nella biografia proprio di quest'ultimo, Educazione di una canaglia, al capitolo quinto.

### Cattura ed esecuzione
Cook fu preso in consegna dal FBI e trasferito a Oklahoma City per rispondere dell’omicidio dei Mosser, per i quali fu condannato a 300 anni di carcere. Nel 1951 una giuria della California lo condannò a morte per l’omicidio di Robert Dewey. Il 12 dicembre 1952 la sentenza venne eseguita nella camera a gas del carcere di San Quintino. Cook venne seppellito nel cimitero di Peace Church a Joplin, Missouri. Cook era riconoscibile per le lettere “H-A-R-D-L-U-C-K” tatuate sulle dita della mano sinistra e per la palpebra destra deforme, che non riusciva a chiudersi completamente.

## Vittime
- Carl Mosser, 33 anni
- Thelma Mosser, 29 anni
- Ronald Dean Mosser, 7 anni
- Gary Carl Mosser, 5 anni
- Pamela Sue Mosser, 3 anni
- Robert Dewey, 32 anni
- Homer Waldrip (sopravvissuto)
- James Burke (sopravvissuto)
- Forrest Damron (sopravvissuto)
- Lee Archer (sopravvissuto)

## Cultura di massa

### Musica
- Riders on the Storm, singolo del gruppo rock psichedelico The Doors.

### Cinema
- La belva dell'autostrada, film del 1953 diretto da Ida Lupino.
- The Hitcher - La lunga strada della paura, film del 1986 diretto da Robert Harmon ed interpretato da Rutger Hauer nel ruolo di John Ryder.